# Bankaltim Women's Circuit 2013
Il Bankaltim Women's Circuit 2013 è stato un torneo di tennis facente parte della categoria ITF Women's Circuit nell'ambito dell'ITF Women's Circuit 2013. Il torneo si è giocato a Balikpapan in Indonesia dal 13 al 19 maggio 2013 su campi in cemento e aveva un montepremi di $25,000.

## Vincitrici

### Singolare
Jovana Jakšić ha battuto in finale  Yang Zi con il punteggio di 6–3, 6–2

### Doppio
Naomi Broady /  Teodora Mirčić hanno battuto in finale  Chen Yi /  Xu Yifan con il punteggio di 6–3, 6–3